# オスカル・セビリャ
オスカル・セビリャ（Óscar Sevilla、1976年9月29日 - ）は、スペイン、オサ・デ・モンティエル出身の自転車競技（ロードレース）選手。

## 経歴
1998年、ケルメと契約を結んでプロ転向。下記に示すとおり、優勝経験こそないものの、グランツールでは上位の常連選手として活躍。2001年のツール・ド・フランス（以下、ツール）では新人賞を獲得。また同年のブエルタ・ア・エスパーニャ（以下、ブエルタ）では、第20ステージまで総合首位だったが、最終第21ステージの個人タイムトライアルでアンヘル・カセロに逆転され、47秒差及ばず2位に終った。また、2002年のブエルタでも、第6～第15ステージまで総合首位だったが、難関の箇所であるアングリルを通過する第16ステージで後退。その後、当時チームメイトだったアイトール・ゴンサレスに総合優勝を奪われてしまった。
2004年、フォナックに移籍。2005年、T-モバイルに移籍し、当時チームリーダーだったヤン・ウルリッヒのアシストとして、同年のツールでは、山岳コースで力強い走りを披露した。しかし翌2006年、オペラシオン・プエルトに当人の名前があったことからドーピングの疑いがかけられ、ウルリッヒとともに同年のツール参加を拒まれてしまい、加えて同年7月22日、T-モバイルから契約を打ち切られた。
その後、2007年にリラックス・ガム、2008年からはロックレーシングにチームを移し、2011年以降はコロンビアのコンチネンタルチームを渡り歩いて主に南米のレースで活動している。

### グランツール戦績

#### ツール・ド・フランス
- 2001 : 7位、新人賞。
- 2002 : 第16ステージ棄権
- 2004 : 24位
- 2005 : 18位

#### ブエルタ・ア・エスパーニャ
- 2000 : 14位
- 2001 : 2位、総合首位12日間
- 2002 : 4位、総合首位9日間
- 2003 : 12位
- 2004 : 22位
- 2005 : 6位

#### ジロ・デ・イタリア
- 1998 : 途中棄権
- 1999 : 13位
- 2000 : 16位

### その他戦績
2006年
- ブエルタ・ア・アストゥリアス 総合優勝

2008年
- リーディングクラシック 優勝
- クラシコ・RCN 総合優勝

2009年
- ブエルタ・チワワ・インテルナシオナル 総合優勝
- カスケイド・クラシック 総合優勝

2010年
- ブエルタ・イ・ルタ・デ・メキシコ 総合優勝
- ブエルタ・ア・アンティオキア 総合優勝
- クラシカ・ナシオナル・マルコ・フィデル・スアレス 総合優勝

2011年
- GP・インテルナシオナル・デ・カフェ 総合優勝

2012年
- ブエルタ・イ・ルタ・デ・メキシコ 総合優勝
- ブエルタ・ア・ボヤカ 総合優勝
- クラシコ・RCN 総合優勝

2018年
- ブエルタ・ア・サンフアン 総合優勝[1]

2019年
- ブエルタ・ア・サンフアン 総合3位